# Charles Herbel
Pour les articles homonymes, voir Herbel.
Charles Herbel (ou Karl Herbel), né en 1656 à Nancy où il est mort le 30 août 1702, est un peintre français d'histoire et de portraits, graveur et héraut d'armes.

## Biographie

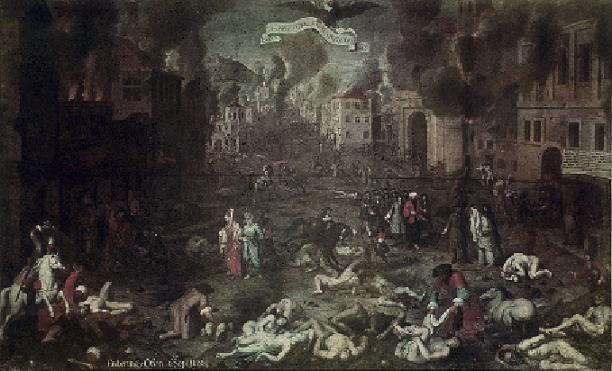
Le sac de Bude (conservé à la Hofburg d'Innsbruck).

Charles Herbel est né en 1656 à Nancy. Il est le fils de Symon Herbel, gruyer de Neufchâteau. Charles Herbel épouse Marguerite Deruet le 21 juin 1671 ; elle meurt avant lui le 24 novembre 1693 à Nancy à l'âge de 54 ans.
Charles Herbel est un peintre d'histoire, de batailles, de portraits, et également un graveur.
Il suit le duc Charles V de Lorraine dans ses campagnes (contre Louis XIV) et peint sur le lieu même quelques-unes de ses batailles. L'empereur Léopold le retient quelque temps à Vienne, où il le fait travailler. De retour dans son pays avec le duc Léopold, il achève les autres batailles, et les dix-huit qui sont peintes sont exposées pour la première fois à Nancy le 10 novembre 1698, pour l'entrée du duc Léopold. Charles Herbel est nommé héraut d'armes en 1698.
Charles Herbel meurt en 1702 ou en 1703, dans sa ville natale. Il est inhumé dans l'église des Carmes à Nancy dans la chapelle des Deruet. Il est inhumé à côté de l'artiste Claude Déruet.
Ces vingt-cinq grands tableaux, et douze autres qui représentent les Mois, sont copiés en tapisseries dans une manufacture que le duc Léopold fait établir près de son palais et où il attire des ouvriers des Gobelins. Les originaux sont brûlés dans l'incendie du château de Lunéville en 1719, et les tapisseries, à la suite de la cession de la Lorraine faite à la France par François III en 1737, sont transportées à Florence, et sans doute ensuite à Vienne.

## Œuvres
- Triomphe de Charles V[8]
- Triomphe de Charles V sur les Turcs[8]
- Combat d'avant-poste, près d'un bois[8]
- La Passion[8]